# Graveyard Whistling EP
Graveyard Whistling EP è il secondo EP del gruppo musicale Nothing but Thieves, pubblicato il 21 luglio 2014 dalla RCA Victor.

## Descrizione
Contiene le medesime tracce del precedente EP If You Don't Believe, It Can't Hurt You, uscito nel 2013, e l'inedito Last Orders. Il brano omonimo è stato reso disponibile per l'ascolto il 4 luglio dal gruppo.

## Tracce
1. Graveyard Whistling – 3:54
2. Emergency – 4:26
3. Itch – 3:17
4. Last Orders – 3:58